# Rio Galbena (Criş)
O Rio Galbena é um rio da Romênia, afluente do Crişul Pietros, localizado no distrito de Bihor.